# Hintere-polymorphe-Hornhautdystrophie
Die Hintere-polymorphe-Hornhautdystrophie (PPCD) ist eine sehr seltene angeborene Form einer hinteren Hornhautdystrophie mit kleinen, bläschenartigen Trübungen in der Descemet-Membran ohne Minderung der Sehkraft.

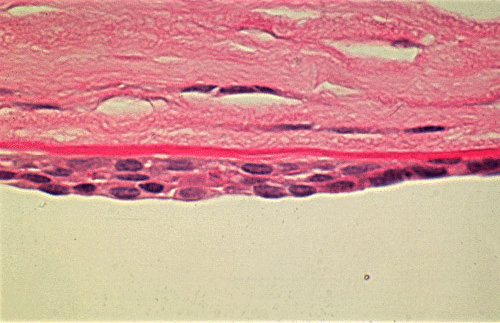
Hintere polymorphe-Hornhautdystrophie, Aussehen der abnormalen Endothelzellen in PAS-Reaktion

Synonyme sind: Hornhautdystrophie, hintere polymorphe; Schlichting-Dystrophie; Schlichting Dystrophie; englisch Maumenee Corneal Dystrophy; veraltet: Corneal Endothelial Dystrophy,  Autosomal Dominant; CHED1
Die Erstbeschreibung als „Keratitis bullosa interna“ stammt aus dem Jahre 1916 durch L. Koeppe.
Die Namensbezeichnungen beziehen sich auf Publikationen aus dem Jahre 1941 durch H. Schlichting bzw. aus dem Jahre 1960 durch den US-amerikanischen Augenarzt A. Edward Maumenee.

## Verbreitung
Die Häufigkeit ist nicht bekannt, die Vererbung erfolgt autosomal-dominant.

## Ursache
Der Erkrankung liegen Mutationen im OVOL2-Gen auf Chromosom 20 Genort p11.23 zugrunde.
Ferner wurde über Mutationen im COL8A2-Gen auf Chromosom 1 an p34.3 sowie über Mutationen im ZEB1-Gen auf Chromosom 10 an p11.22 berichtet.

## Klinische Erscheinungen
Klinische Kriterien sind:
- Krankheitsbeginn im frühen Kindesalter, meist beidseitig
- in der Regel keine Symptome, nur selten Einschränkung der Sehkraft
- zahlreiche Kollagenablagerungen auf der hinteren Seite der Descemet-Membran

## Differentialdiagnose
Abzugrenzen sind andere Formen der Hornhautdystrophie, insbesondere die Kongenitale hereditäre Endotheldystrophie Typ 1 (CHED1) sowie die Peters-Anomalie.